# Башким Амети
Башким Амети (на албански: Bashkim Ameti; на македонска литературна норма: Башким Амети) е политик от Северна Македония от албански произход.

## Биография
Роден е на 24 март 1983 г. в скопското село Глумово. От 2002 до 2007 г. учи в Правния факултет на Университета на Югоизточна Европа в Тетово. Между 2008 и 2009 г. работи в адвокатска канцелария. В периода 2009 – 2013 г. работи във Фонда за пенсионно и инвалидно осигуряване на Република Македония. От 2013 до 2016 г. е в Агенцията за управление на отнети имоти. На 16 януари 2016 г. е министър на околната среда и планирането в служебното правителство на Република Македония.